# Trần Văn Soái
Trần Văn Soái (1889-1961) tự Năm Lửa, xuất thân là dân lao động tại bến xe, sau này trở thành Trung tướng của Lực lượng Vũ trang Giáo phái Hòa Hảo, xuất thân từ trường Huấn luyện Quân sự Cái Vồn. Hoạt động chống lại Việt Nam Dân chủ Cộng hòa và Lực lượng Việt Minh vào những năm cuối thập niên 1940 và đầu thập niên 1950 của thế kỷ trước.

## Tiểu sử
Ông sinh năm 1889 tại Mỹ Thuận, Cần Thơ, thủ phủ miền Tây Nam phần trong một gia đình nông dân về sau theo đạo Hòa Hảo. Ông mới học đến lớp cuối Trung học Đệ nhất cấp.

## Quá trình hoạt động
Năm 1939 ông được giáo phái Hòa Hảo cho vào học sĩ quan tại trường Huấn luyện Quân sự Cái Vồn. Ra trường là sĩ quan phục vụ trong Lực lượng Giáo phái Hòa Hảo. Cuối năm 1940, ông được phong vượt cấp lên Thiếu tá làm sĩ quan cận vệ cho Giáo chủ Huỳnh Phú Sổ. Giữa năm 1942 ông được phong lên cấp Trung tá vẫn làm sĩ quan cận vệ cho Giáo chủ. Tháng 9 năm 1945 ông được phong cấp Đại tá và được cử làm Chi đội trưởng Chi đội 1 Nghĩa quân Cách mạng Vệ quốc thuộc Liên đội Nguyễn Trung Trực. Đầu năm 1946, giữ chức Chỉ huy Liên đội Nguyễn Trung Trực. Tháng 6 năm 1946, ông thành lập Đệ tứ Sư đoàn Hòa Hảo Dân Xã và Chỉ huy đơn vị này.
Ngày 26 tháng 6 năm 1948, ông là Tư lệnh Lực lượng bản bộ Hòa Hảo Dân xã đồng thời ông được phong tặng cấp bậc Thiếu tướng. Vào thời điểm này, Lực lượng Quân sự của Hòa Hảo chia thành nhiều đơn vị đóng quân tại nhiều địa điểm khác nhau:
- Lực lượng Trần Văn Soái, tức Năm Lửa, đặt bản doanh tại Cần Thơ chiếm vùng Cần Thơ, Vĩnh Long, Sa Đéc.
- Lực lượng Lâm Thành Nguyên, tức Hai Ngoán, bản doanh đặt tại Cái Dầu, hoạt động tại 2 tỉnh Long Xuyên và Châu Đốc.
- Lực lượng Lê Quang Vinh tức Ba Cụt, đóng bản doanh tại Thốt Nốt (Long Xuyên), kiểm soát vùng Rạch Giá, Long Xuyên.
- Lực lượng Nguyễn Giác Ngộ đặt bản doanh tại Chợ Mới, đóng quân tại một vài khu vực trong tỉnh Long Xuyên.

Năm 1947, Trần Văn Soái đem 2000 quân với 250 tay súng hợp tác với quân đội Pháp, bản doanh đặt tại Cái Vồn, Cần Thơ.
Ngày 29 tháng 1 năm 1953, ông được phong cấp Trung tướng Hòa Hảo, làm Tổng tư lệnh Lực lượng Quân đội Hoà Hảo Dân Xã. Ngày 24 tháng 9 năm 1954, ông ra hợp tác với Chính phủ Quốc gia giữ chức vụ Quốc vụ khanh kiêm Uỷ viên Quốc phòng trong Nội các của Thủ tướng Ngô Đình Diệm và được đồng hóa cấp Trung tướng Quân đội Quốc gia. Ngày 30 tháng 4 năm 1955, ông từ nhiệm các chức vụ trên để rút quân về căn cứ cũ ở Cái Vồn, Cần Thơ. Lực lượng Quân đội Hòa Hảo Dân xã do ông làm Tổng tư lệnh với khoảng 3.800 quân chia thành 7 Trung đoàn. Ngay sau khi tướng Trần Văn Soái từ nhiệm chức vụ Quốc vụ khanh, Thiếu tướng Nguyễn Thành Phương một sĩ quan giáo phái Cao Đài mới ra hợp tác với Chính phủ Quốc gia, được cử vào vị trí này.
Ngày 9 tháng 2 năm 1961, ông từ trần tại  Sài Gòn. Hưởng thọ 72 tuổi.

## Gia đình
- Phu nhân: Bà Lê Thị Gấm (tục danh Phàn Lê Huê), một nữ tướng trong Quân đội Hòa Hảo Dân xã.

## Liên kết
- Savani, A. M. Visage et images du Sud Viet-Nam. Saigon: Imprimerie française d'Outre-mer, 1955.